# Joanna Sobolewska-Pyz

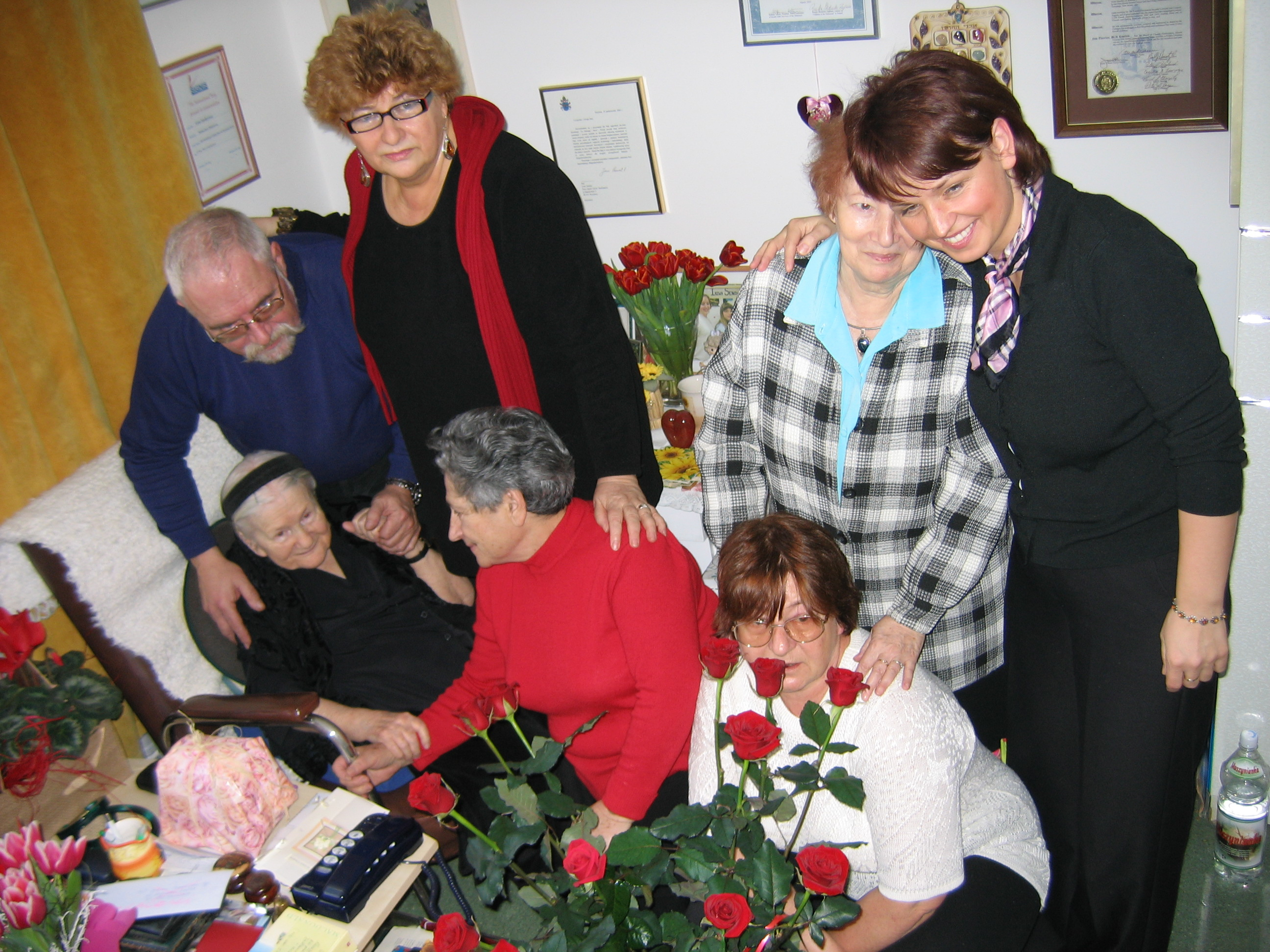
95. rocznica urodzin Ireny Sendlerowej (siedzi po lewej).
Od prawej z przodu: Joanna Sobolewska-Pyz i Krystyna Budnicka, stoją Małgorzata Indraszyk, Janina Zgrzembska, Elżbieta Ficowska i Julian Pyz (2005)

Joanna Sobolewska-Pyz, Inka Sobolewska (ur. 31 lipca 1939 w Warszawie) – polska działaczka społeczna pochodzenia żydowskiego, świadek Holocaustu, z wykształcenia socjolog, w latach 2012–2018 przewodnicząca Stowarzyszenia Dzieci Holocaustu (SDH).

## Życiorys
Urodziła się 31 lipca 1939 w Warszawie jako córka Tadeusza Grynszpana (zm. 1943) i Haliny z d. Zylberbart (1914–1943).
Podczas niemieckiej okupacji Grynszpanowie jako Żydzi mieszkali w getcie warszawskim. W kwietniu 1943 rodzice trafili na Umschlagplatz, zaś Joanna została uratowana przez granatowego policjanta i przeniesiona na aryjską stronę miasta, dzień przed wybuchem powstania w getcie. Początkowo zamieszkała u nauczycielki swojej matki, a 2 maja trafiła pod opiekę Anastazji (1899–1958) i Waleriana (1897–1965) Sobolewskich, którzy ją adoptowali. W 2006 oboje zostali uhonorowani pośmiertnie medalem Sprawiedliwy wśród Narodów Świata. Sobolewscy mieszkali w Warszawie, a następnie – z obawy przed donosem – w Milanówku.
Wojnę przeżyły, o czym sama Joanna nie wiedziała, jej ciotka i babka. O swym żydowskim pochodzeniu dowiedziała się w wieku 18 lat. Ukończyła socjologię na Uniwersytecie Warszawskim, z którym następnie związała swoją zawodową karierę.

## Działalność społeczna
W 1991 była członkiem założycielem Stowarzyszenia Dzieci Holocaustu, jego wiceprzewodniczącą, a w latach 2012–2018 – przewodniczącą.
Aktywnie uczestniczyła w prezentowaniu prawdy i świadectwa o Szoa, w przywracaniu pamięci zapomnianym Sprawiedliwym wśród Narodów Świata. Występowała w debatach, spotkaniach i mediach.
Dzieląc się wspomnieniami brała udział, wraz z Elżbietą Ficowską i ks. Romualdem Jakubem Wekslerem-Waszkinelem, w spektaklu-spotkaniu pt. „Matki” w reżyserii Pawła Passiniego, z tekstem Patrycji Dołowy, powstałego według idei Gołdy Tencer, a wystawionego przez Teatr Żydowski.
Była pomysłodawczynią wystawy „Moi żydowscy rodzice, moi polscy rodzice” zrealizowanej przez SDH we współpracy z Muzeum Historii Żydów Polskich Polin, Fundacją im. Róży Luksemburg oraz Fundacją Shalom, Austriackim Forum Kultury, Stowarzyszeniem im. Jana Karskiego – Instytutem Kultury Spotkania i Dialogu oraz Centrum Dialogu im. Marka Edelmana. Wystawa prezentowana była w Warszawie (Muzeum Polin oraz Festiwal Kultury Żydowskiej Warszawa Singera), Kielcach (Instytut Kultury Spotkania i Dialogu) i Łodzi (Centrum Dialogu), towarzyszyła jej publikacja albumu.
Była członkiem komitetu Ogrodu Sprawiedliwych w Warszawie. Korespondowała z prof. Michałem Głowińskim. Jest autorką rozdziału w książce Dzieci Holocaustu mówią, pod redakcją Jakuba Gutenbauma i Agnieszki Latały, wydanej w 2001 po polsku, a w 2005 po angielsku przez Northwestern University Press (jako The Last Eyewitnesses, Volume 2: The Children of the Holocaust Speak). Była redaktorką antologii wspomnieniowej Zapukali do drzwi.
Jej wspomnienia (historia mówiona) z okresu II wojny znalazły się w zbiorach United States Holocaust Memorial Museum oraz Muzeum Historii Żydów Polskich Polin. Udzieliła wywiadu Remigiuszowi Grzeli opublikowanego w książce Obecność. Rozmowy z 2015.
Została wyróżniona Nagrodą Femina Bona przyznawaną przez Stowarzyszenie im. Jana Karskiego „w uznaniu wyjątkowości postaci i dzieła życia Laureatów”.
29 listopada 2017 w imieniu Stowarzyszenia Dzieci Holocaustu odebrała nagrodę specjalną od Muzeum Historii Żydów Polskich Polin.

## Życie prywatne
Nazywana była Inką.
Jest spokrewniona z Felicją Czerniaków, żoną Adama Czerniakowa, prezesa warszawskiego Judenratu.
Z mężem Julianem ma jednego syna.